# ORIGINAL SINGLES 1984-1999
『ORIGINAL SINGLES 1984-1999』（オリジナル・シングルス・1984-1999）は、2012年5月23日にリリースされたTM NETWORKのベスト・アルバム。

## 解説
2008年以来、約4年ぶりに活動を再開したTM NETWORKのベスト・アルバム。既発売シングル曲をC/Wを含めリマスタリング音源として収録されている。同時発売の『ORIGINAL SINGLE BACK TRACKS 1984-1999』と対になる。タイトルに「1984-1999」とあるように、EPIC時代(1984-1994)とTRUE KiSS DiSC時代(1999)が本作の収録範囲となっている。
Blu-specCD仕様。
なお、収録曲の順番はシングルのリリース順ではなく楽曲の完成順となっているため、一部リリースと異なる並びになっている。また、各シングル曲（A面曲）とそのC/W曲（B面曲）両方が収録されているが、先述の過去にリリースされたC/Wがインスト曲、もしくはライブ音源となっている曲（『DRAGON THE FESTIVAL』のC/W『1974 〜16光年の訪問者 (CHILDREN'S LIVE MIX)』、『KISS YOU』のC/W『SELF CONTROL (方舟に曳かれて) 〜VERSION "THE BUDOHKAN"〜』など）はこの限りではない。
『COME ON EVERYBODY (with Nile Rodgers)』のC/W『COME ON LET'S DANCE (DANCE SUPREME)』、ならびに『KISS YOU (KISS JAPAN)』のC/W『TIME (PASSES SO SLOWLY)』、『GET WILD '89』のC/W『FOOL ON THE PLANET (WHERE ARE YOU NOW)』、『RHYTHM RED BEAT BLACK (Version 2.0)』、『WILD HEAVEN』のC/W『DREAMS OF CHRISTMAS ('91 NY MIX)』は未収録となっている。
同時発売の『ORIGINAL SINGLE BACK TRACKS 1984-1999』も本作に合わせた収録曲順となっており、本作に入っていない曲はそちらでも未収録である。唯一例外が『Come on Let's Dance (This is the FANKS DYNA-MIX)』のC/W『You can Dance』で本作には収録されているが、あちらでは未収録となっている。

## 収録曲

### DISC:1
| 全編曲: 小室哲哉。 |                                                      |            |                    |       |
| #                  | タイトル                                             | 作詞       | 作曲               | 時間  |
| 1.                 | 「1974 (16光年の訪問者)」                            | 西門加里   | 小室哲哉           | 3:57  |
| 2.                 | 「パノラマジック (アストロノーツの悲劇)」            | 麻生香太郎 | 木根尚登           | 4:09  |
| 3.                 | 「金曜日のライオン (Take it to the lucky)」          | 小室哲哉   | 小室哲哉           | 4:28  |
| 4.                 | 「クロコダイル・ラップ (Get away)」                  | 小室哲哉   | 小室哲哉           | 4:01  |
| 5.                 | 「アクシデント」                                     | 松井五郎   | 小室哲哉           | 4:31  |
| 6.                 | 「FANTASTIC VISION」                                 | 小室哲哉   | 小室哲哉           | 5:27  |
| 7.                 | 「DRAGON THE FESTIVAL (ZOO MIX)」                    | 小室哲哉   | 小室哲哉           | 7:15  |
| 8.                 | 「YOUR SONG ("D"Mix)」                               | 小室哲哉   | 小室哲哉・木根尚登 | 6:38  |
| 9.                 | 「Come on Let's Dance (This is the FANKS DYNA-MIX)」 | 神沢礼江   | 小室哲哉           | 4:55  |
| 10.                | 「You can Dance」                                    | 西門加里   | 小室哲哉           | 4:57  |
| 11.                | 「GIRL」                                             | 神沢礼江   | 小室哲哉           | 4:44  |
| 12.                | 「雨に誓って〜SAINT RAIN〜」                         | 西門加里   | 小室哲哉・木根尚登 | 4:17  |
| 13.                | 「All-Right All-Night (No Tears No Blood)」          | 小室みつ子 | 小室哲哉           | 4:26  |
| 14.                | 「Self Control (方舟に曳かれて)」                    | 小室みつ子 | 小室哲哉           | 4:38  |
| 15.                | 「Get Wild」                                         | 小室みつ子 | 小室哲哉           | 4:00  |
| 16.                | 「Fighting (君のファイティング)」                    | 小室みつ子 | 小室哲哉           | 4:24  |
| 合計時間:          | 合計時間:                                            | 合計時間:  | 合計時間:          | 76:47 |

### DISC:2
| #         | タイトル                                     | 作詞       | 作曲               | 編曲                          | 時間  |
| --------- | -------------------------------------------- | ---------- | ------------------ | ----------------------------- | ----- |
| 1.        | 「KISS YOU」                                 | 小室みつ子 | 小室哲哉           | 小室哲哉                      | 4:55  |
| 2.        | 「RESISTANCE」                               | 小室みつ子 | 小室哲哉           | 小室哲哉                      | 4:51  |
| 3.        | 「COME BACK TO ASIA」                        | 小室みつ子 | 木根尚登           | 小室哲哉                      | 4:17  |
| 4.        | 「BEYOND THE TIME (メビウスの宇宙を越えて)」 | 小室みつ子 | 小室哲哉           | 小室哲哉                      | 4:51  |
| 5.        | 「SEVEN DAYS WAR」                           | 小室みつ子 | 小室哲哉           | 小室哲哉                      | 4:56  |
| 6.        | 「GIRL FRIEND」                              | 小室みつ子 | 木根尚登           | 小室哲哉                      | 4:53  |
| 7.        | 「COME ON EVERYBODY」                        | 小室哲哉   | 小室哲哉           | 小室哲哉                      | 4:53  |
| 8.        | 「JUST ONE VICTORY (Remix Version)」         | 小室哲哉   | 小室哲哉           | 小室哲哉                      | 4:44  |
| 9.        | 「STILL LOVE HER (失われた風景)」            | 小室哲哉   | 小室哲哉・木根尚登 | 小室哲哉                      | 5:49  |
| 10.       | 「GET WILD '89」                             | 小室みつ子 | 小室哲哉           | Pete Hammond                  | 6:43  |
| 11.       | 「KISS YOU (KISS JAPAN)」                    | 小室みつ子 | 小室哲哉           | Bernard Edwards               | 4:57  |
| 12.       | 「COME ON EVERYBODY (WITH NILE RODGERS)」    | 小室哲哉   | 小室哲哉           | Nile Rodgers and Andres Levin | 5:08  |
| 13.       | 「DIVE INTO YOUR BODY」                      | 小室みつ子 | 小室哲哉           | 小室哲哉                      | 5:02  |
| 14.       | 「THE POINT OF LOVERS' NIGHT」               | 小室哲哉   | 小室哲哉           | 小室哲哉                      | 6:30  |
| 合計時間: | 合計時間:                                    | 合計時間:  | 合計時間:          | 合計時間:                     | 72:29 |

### DISC:3
| 全編曲: 小室哲哉。 |                                       |                                    |                    |       |
| #                  | タイトル                              | 作詞                               | 作曲               | 時間  |
| 1.                 | 「TIME TO COUNT DOWN」                | 小室みつ子                         | 小室哲哉           | 4:19  |
| 2.                 | 「WORLD'S END」                       | 坂元裕二                           | 小室哲哉           | 5:33  |
| 3.                 | 「RHYTHM RED BEAT BLACK」             | 坂元裕二                           | 小室哲哉           | 6:03  |
| 4.                 | 「DREAMS OF CHRISTMAS」               | 小室哲哉                           | 小室哲哉・木根尚登 | 6:34  |
| 5.                 | 「Love Train」                        | 小室哲哉                           | 小室哲哉           | 5:24  |
| 6.                 | 「We love the EARTH」                 | 小室哲哉                           | 小室哲哉           | 5:20  |
| 7.                 | 「WILD HEAVEN」                       | 小室みつ子                         | 小室哲哉           | 5:23  |
| 8.                 | 「一途な恋」                          | 小室哲哉                           | 小室哲哉           | 4:11  |
| 9.                 | 「Nights of The Knife」               | 小室みつ子                         | 小室哲哉           | 6:21  |
| 10.                | 「GET WILD DECADE RUN」               | 小室みつ子・小室哲哉               | 小室哲哉           | 6:58  |
| 11.                | 「IT'S GONNA BE ALRIGHT」             | 小室哲哉                           | 小室哲哉           | 4:28  |
| 12.                | 「10 YEARS AFTER -BOB BLOCKMAN MIX-」 | 小室哲哉                           | 小室哲哉           | 6:11  |
| 13.                | 「80's」                              | 小室みつ子                         | 木根尚登           | 4:39  |
| 14.                | 「Happiness×3 Loneliness×3」          | 小室みつ子・SHUNZO ABE(SUPERVISOR) | 小室哲哉           | 4:38  |
| 合計時間:          | 合計時間:                             | 合計時間:                          | 合計時間:          | 76:02 |

## 曲解説
タイアップ等は他のシングルに記載されているのでここでは省略する。なお、曲名は歌詞カードに記載してあるものに則って紹介する。

### DISC:1
1. 1974 (16光年の訪問者)
2ndシングル。
2. パノラマジック (アストロノーツの悲劇)
2ndシングル「1974 (16光年の訪問者)」のカップリング曲。
3. 金曜日のライオン (Take it to the lucky)
1stシングル。
4. クロコダイル・ラップ (Get away)
1stシングル「金曜日のライオン (Take it to the lucky)」のカップリング曲。
5. アクシデント
3rdシングル。
6. FANTASTIC VISION
3rdシングル「アクシデント」のカップリング曲。
7. DRAGON THE FESTIVAL (ZOO MIX)
4thシングル。
8. YOUR SONG ("D"Mix)
5thシングル。
9. Come on Let's Dance (This is the FANKS DYNA-MIX)
6thシングル。
10. You can Dance
6thシングル「Come on Let's Dance (This is the FANKS DYNA-MIX)」のカップリング曲。先述通り本作には収録されているが、『ORIGINAL SINGLE BACK TRACKS 1984-1999』には本楽曲は収録されていない。
11. GIRL
7thシングル。
12. 雨に誓って〜SAINT RAIN〜
7thシングル「GIRL」のカップリング曲。
13. All-Right All-Night (No Tears No Blood)
8thシングル。
14. Self Control (方舟に曳かれて)
9thシングル。
15. Get Wild
10thシングル。
16. Fighting (君のファイティング)
10thシングル「Get Wild」のカップリング曲。

### DISC:2
1. KISS YOU
11thシングル。
2. RESISTANCE
12thシングル。
3. COME BACK TO ASIA
12thシングル「RESISTANCE」のカップリング曲。
4. BEYOND THE TIME (メビウスの宇宙を越えて)
13thシングル。本作に収録されているのはEP盤のフェードアウト版。
5. SEVEN DAYS WAR
14thシングル。
6. GIRL FRIEND
14thシングル「SEVEN DAYS WAR」のカップリング曲。
7. COME ON EVERYBODY
15thシングル。
8. JUST ONE VICTORY (Remix Version)
16thシングル。
9. STILL LOVE HER (失われた風景)
16thシングル「JUST ONE VICTORY (たったひとつの勝利)」のカップリング曲。
10. GET WILD '89
19thシングル。
11. KISS YOU (KISS JAPAN)
18thシングル。
12. COME ON EVERYBODY (WITH NILE RODGERS)
17thシングル。
13. DIVE INTO YOUR BODY
20thシングル。
14. THE POINT OF LOVERS' NIGHT
21stシングル。

### DISC:3
1. TIME TO COUNT DOWN
22ndシングル。
2. WORLD'S END
22ndシングル「TIME TO COUNT DOWN」のカップリング曲。
3. RHYTHM RED BEAT BLACK
23rdシングル。
4. DREAMS OF CHRISTMAS
23rdシングル「RHYTHM RED BEAT BLACK」のカップリング曲。
5. Love Train
25thシングル。
6. We love the EARTH
25thシングル両A面曲。
7. WILD HEAVEN
26thシングル。
8. 一途な恋
27thシングル。
9. Nights of The Knife
28thシングル。
10. GET WILD DECADE RUN
29thシングル。
11. IT'S GONNA BE ALRIGHT
29thシングル「GET WILD DECADE RUN」のカップリング曲。
12. 10 YEARS AFTER -BOB BLOCKMAN MIX-
30thシングル。
13. 80's
31stシングル「Happiness×3 Loneliness×3」のカップリング曲。
14. Happiness×3 Loneliness×3
31stシングル。シングルバージョンはアルバム初収録。